# Jealousy
Jealousy er en amerikansk stumfilm fra 1916 af Will S. Davis.

## Medvirkende
- Valeska Suratt som Anne Baxter.
- Lew Walter som Peter Martin.
- Charline Mayfield som Agnes Maynard.
- Curtis Benton som Roland Carney.
- Joseph Granby som Randolph Parsons.